# Gamsfeld
Il Gamsfeld (2.027 m s.l.m.) è la montagna più alta dei Monti del Salzkammergut nelle Alpi del Salzkammergut e dell'Alta Austria. Si trova nel Salisburghese.